# Marc de Vilalba
Marc de Vilalba, també conegut erròniament com de Villalba, (La Roca del Vallès, ? — Olesa de Montserrat, 27 de gener de 1439) fou un abat i polític, 13è President de la Generalitat de Catalunya nomenat per les Corts de Barcelona el 23 d'agost de 1413.
Va ser prior del Monestir de Montserrat, abat del Monestir de Ripoll (25 de setembre de 1408-1409) i el primer abat independent de Montserrat, prerrogativa obtinguda del papa cismàtic Benet XIII (11 de març de 1409). El succeí com a abat ripollès Berenguer de Rajadell i de Boixadors (1409-1410).
Com abat de Montserrat (1409) estigué present al Parlament de l'interregne (on va formar part del bloc trastamarista i va participar de la vintiquatrena que va acceptar la via del compromís per elegir el nou rei), i a les sessions de les Corts Catalanes celebrades entre 1413 i 1436.
Va ser conseller de Ferran I i President de la Generalitat en dues ocasions:
- 13è: 1413-1416, sota el regnat de Ferran d'Antequera qui li va demanar assessorament sobre les mesures a prendre contra la Revolta del comte d'Urgell i va acompanyar al rei al setge de Balaguer.
- Repeteix entre el 18è i 19è: 1431-1434, sota el regnat d'Alfons el Magnànim, amb qui es va haver d'enfrontar en defensa dels privilegis del clergat i l'oligarquia nobiliària.

Coincideix amb Ferran I en el seu suport a Benet XIII durant el Cisma d'Occident. Ambdós havien rebut suport del papa per arribar als seus càrrecs. En 1415, el rei i Segimon I del Sacre Imperi Romanogermànic, intenten convèncer el papa per solucionar el cisma per la via conciliar, però aquest s'hi nega i es refugia a Peníscola. Marc de Vilalba havia col·laborat en finançar l'entrevista i havia traslladat al papa en galeres pròpies. Quan Ferran I retirà la seva obediència al papa (1416) i donà suport al Concili de Constança, Marc de Vilalba no hi estigué d'acord, però amb l'acabament del seu mandat al front de la Generalitat i la mort de Ferran I, acabà per adherir-se també a la solució conciliar.
Marc de Vilalba va morir el 27 de gener de 1439 i va ser enterrat a Montserrat en un sepulcre ornat amb les seves armes. Durant la invasió napoleònica del segle xix, però, aquest va ser destruït.